# Asplenium ligusticum
Asplenium ligusticum är en svartbräkenväxtart som beskrevs av R.Bernardello, Marchetti, Van den Heede och Viane. Asplenium ligusticum ingår i släktet Asplenium och familjen Aspleniaceae. Inga underarter finns listade.